# Jacques Brissaud
Pour les articles homonymes, voir Brissaud.
 Jacques Brissaud, né le 11 juillet 1880 dans le 6e arrondissement de Paris et mort le 26 octobre 1960 à Saint-Pierre-lès-Nemours, est un peintre, sculpteur et lithographe français.

## Biographie
Fils aîné du médecin et neurologue Édouard Brissaud (1852-1909) et cousin germain de Bernard Boutet de Monvel par sa mère (Hélène Boutet de Monvel), Jacques Brissaud est élève à l'École des beaux-arts de Paris. Son frère, Pierre Brissaud (1885-1964), suivra la même formation artistique et deviendra peintre et illustrateur de mode.
Peintre de genre, il compose des scènes de chasse à courre et exécute de nombreux portraits qu'il expose à partir de 1905 dans les Salons parisiens. Il travaille à la gouache et à la détrempe.

## Œuvres dans les collections publiques
- Nemours, Château-Musée :
  - Peintures
    - Deux femmes et un enfant dans une rue, 1911, huile sur toile, 56 x 85 cm.
    - Le Picador, huile sur toile, 43 × 176 cm ;
    - La Corrida, 1905, huile sur toile, 115 × 175 cm.

  - Sculptures
    - Vingt deux bas-reliefs représentant des étapes d'un chemin de croix.      - Deux femmes et un enfant dans une rue, 1911, huile sur toile, 56 x 85 cm. Nemours, Château-Musée, 2014.0.165.1

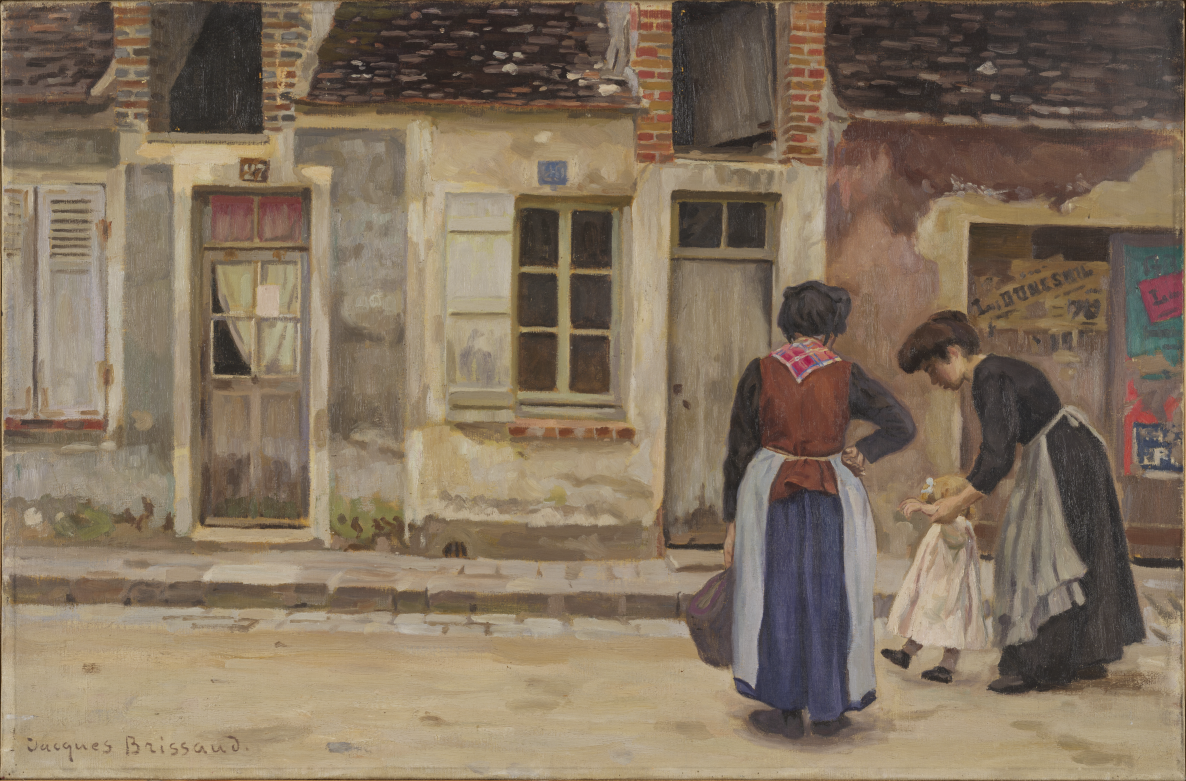
Deux femmes et un enfant dans une rue, 1911, huile sur toile, 56 x 85 cm. Nemours, Château-Musée, 2014.0.165.1
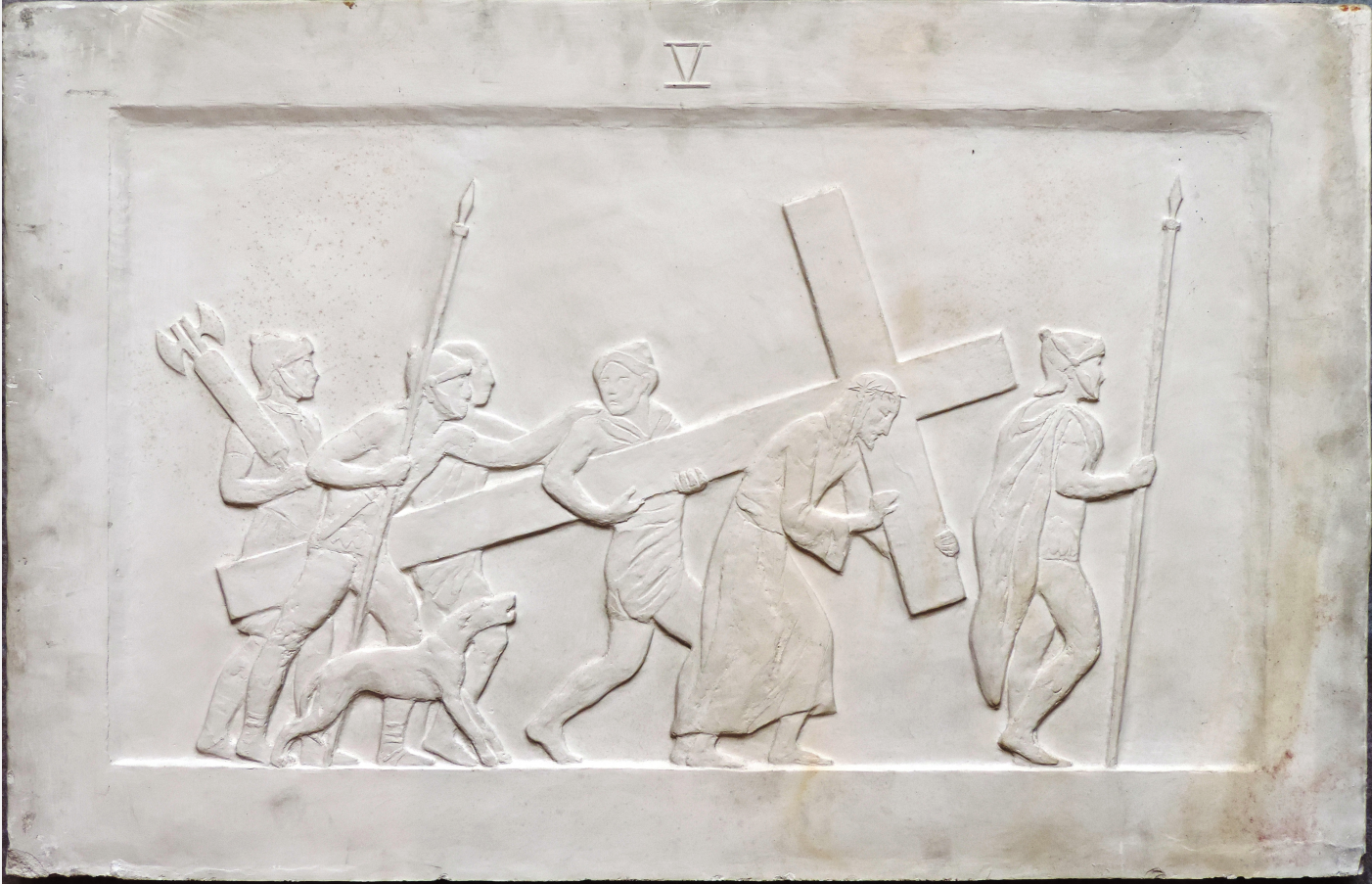
Chemin de Croix : Jésus rencontre sa mère, plâtre, 53 x 82 x 3 cm. Nemours, Château-Musée, 2021.122.1

      - Chemin de Croix : Jésus rencontre sa mère, plâtre, 53 x 82 x 3 cm. Nemours, Château-Musée, 2021.122.1

## Salons
- Salon des Indépendants de 1905 ;
- Salon de la Société nationale des beaux-arts de 1906 et 1921, année où il devient sociétaire ;
- Salon des Tuileries de 1923.